# Unione Sportiva Cremonese 1960-1961
Questa pagina raccoglie le informazioni riguardanti l'Unione Sportiva Cremonese nelle competizioni ufficiali della stagione 1960-1961.

## Stagione
Nella stagione 1960-1961 la Cremonese ha disputato il campionato di Serie C, girone A, piazzandosi dodicesima in classifica con 31 punti, due soli punti sopra il Piacenza retrocesso con l'Entella di Chiavari; il torneo è stato vinto dal Modena con 44 punti, promosso in Serie B. Il colpo di stagione del presidente Guido Maffezzoni è l'ingaggio come giocatore e allenatore di Giacomo Mari il vescovatino lanciato dalla Cremonese, che all'apice della carriera ha raggiunto la Juventus e la Nazionale. La squadra impressiona in difesa e a centrocampo, ma è lacunosa in attacco, fragile in trasferta, dei trentuno punti conquistati, ben ventisette ottenuti in casa. Da segnalare l'ottimo campionato di Giancarlo Vasini tenace difensore. Meno bene gli attaccanti, arriveranno a sei reti Angelo Castoldi e Giampietro Turci.

## Rosa
| N. |                   | Ruolo | Calciatore         |
| -- | ----------------- | ----- | ------------------ |
|    | Italia (bandiera) | P     | Franco Biddau      |
|    | Italia (bandiera) | C     | Pilade Canuti      |
|    | Italia (bandiera) | A     | Angelo Castoldi    |
|    | Italia (bandiera) | C     | Erminio Favalli    |
|    | Italia (bandiera) | C     | Orlando Gallesi    |
|    | Italia (bandiera) | P     | Mario Ghisolfi     |
|    | Italia (bandiera) | D     | Giuseppe Ghisolfi  |
|    | Italia (bandiera) | A     | Primo Goj          |
|    | Italia (bandiera) | D     | Guido Grainer      |
|    | Italia (bandiera) | A     | Savino Luosi       |
|    | Italia (bandiera) | A     | Ivesino Manfredini |

| N. |                   | Ruolo | Calciatore       |
| -- | ----------------- | ----- | ---------------- |
|    | Italia (bandiera) | C     | Giacomo Mari     |
|    | Italia (bandiera) | A     | Italo Mari       |
|    | Italia (bandiera) | C     | Enrico Mizzi     |
|    | Italia (bandiera) | A     | Giacomo Moretti  |
|    | Italia (bandiera) | D     | Massimo Paccini  |
|    | Italia (bandiera) | D     | Daniele Parolini |
|    | Italia (bandiera) | C     | Franco Ravani    |
|    | Italia (bandiera) | P     | Ugo Sartori      |
|    | Italia (bandiera) | C     | Attilio Tassi    |
|    | Italia (bandiera) | A     | Giampietro Turci |
|    | Italia (bandiera) | D     | Giancarlo Vasini |

## Risultati

### Girone di andata
| Arbitro: | Sarti (Mantova) |

|         |           |  |
| Fin 18’ | Marcatori |  |

| Arbitro: | Trezza (Verona) |

|                     |           |              |
| Castoldi 88’ (rig.) | Marcatori | 68’ De Nardi |

| Arbitro: | Giunti (Arezzo) |

|  |           |           |
|  | Marcatori | 18’ Tassi |

| Arbitro: | Monti (Ancona) |

|         |           |  |
| Goi 64’ | Marcatori |  |

| Arbitro: | Tarabori (Lucca) |

|         |           |  |
| Goi 70’ | Marcatori |  |

| Arbitro: | Torcini (Firenze) |

|                            |           |  |
| Scarascia 26’ Pagliari 79’ | Marcatori |  |

| Arbitro: | Pastechi (Pisa) |

|                       |           |               |
| Mari G. 50’ Turci 76’ | Marcatori | 89’ Castagner |

| Arbitro: | Galatolo (Santa Margherita Ligure) |

|                         |           |             |
| Poluzzi 28’ Gorlani 85’ | Marcatori | 14’ Moretti |

| Cremona 27 novembre 1960 9ª giornata | Cremonese      | 0 – 0 | Treviso | Stadio Giovanni Zini\| Arbitro: \| Gonella (Asti) \| |
| Arbitro:                             | Gonella (Asti) |       |         |                                                      |

| Arbitro: | Mariotti (Firenze) |

|            |           |  |
| Oberda 55’ | Marcatori |  |

| Arbitro: | Bellotto (Pordenone) |

|                                      |           |          |
| Turci 13’, 38’ Moretti 52’ Tassi 79’ | Marcatori | 61’ Novi |

| Arbitro: | Rimoldi (Milano) |

|                             |           |               |
| Cesena 54’ (aut.) Tassi 77’ | Marcatori | 88’ Trapletti |

| Arbitro: | Baldassarre (Udine) |

|                                |           |  |
| Spanio 16’ Dappiano I 42’, 63’ | Marcatori |  |

| Arbitro: | Marengo (Chiavari) |

|                                |           |  |
| Vetrano 4’, 64’ Meggiorini 89’ | Marcatori |  |

| Cremona 8 gennaio 1961 15ª giornata | Cremonese       | 0 – 0 | Spezia | Stadio Giovanni Zini\| Arbitro: \| Saetti (Padova) \| |
| Arbitro:                            | Saetti (Padova) |       |        |                                                       |

| Arbitro: | Laureti (Rimini) |

|             |           |  |
| Mari G. 41’ | Marcatori |  |

| Arbitro: | Pastechi (Pisa) |

|               |           |              |
| Lazzaroni 70’ | Marcatori | 29’ Castoldi |

### Girone di ritorno
| Arbitro: | Gandiolo (Alessandria) |

|           |           |           |
| Tassi 49’ | Marcatori | 70’ Berto |

| Arbitro: | Bellotto (Pordenone) |

|                         |           |  |
| De Nardi 48’ Broggi 70’ | Marcatori |  |

| Arbitro: | Beccai (Firenze) |

|           |           |  |
| Turci 63’ | Marcatori |  |

| Arbitro: | Sanguinetti (Chiavari) |

|                            |           |  |
| Francescon 50’ Magheri 79’ | Marcatori |  |

| Arbitro: | Facchini (Firenze) |

|                                                 |           |  |
| Milani 3’ Pollastri 35’ Donadoni 63’ Perini 83’ | Marcatori |  |

| Arbitro: | Gioggi (Roma) |

|                        |           |  |
| Castoldi 58’ Turci 64’ | Marcatori |  |

| Arbitro: | Marchiori (Padova) |

|                              |           |  |
| Bertolotti 40’ Castagner 52’ | Marcatori |  |

| Arbitro: | Mariotti (Firenze) |

|                         |           |  |
| Ravani 21’ Castoldi 44’ | Marcatori |  |

| Arbitro: | Tarabori (Lucca) |

|                                                         |           |            |
| Mari I. 19’ (aut.) Clemente 73’ Rovatti 86’ Rigonat 90’ | Marcatori | 65’ Ravani |

| Arbitro: | De Angelis (Bussi) |

|             |           |               |
| Moretti 42’ | Marcatori | 53’ Callegari |

| Arbitro: | Frullini (Firenze) |

|                    |           |  |
| Novi 30’ Calza 84’ | Marcatori |  |

| Arbitro: | Gioggi (Roma) |

|                                        |           |             |
| Bosoni 12’ Maccarini 57’ Trapletti 69’ | Marcatori | 81’ Moretti |

| Arbitro: | Donato (Civitavecchia) |

|                        |           |  |
| Turci 10’ Castoldi 32’ | Marcatori |  |

| Arbitro: | Paciello (Foggia) |

|           |           |  |
| Tassi 54’ | Marcatori |  |

| La Spezia 21 maggio 1961 32ª giornata | Spezia          | 0 – 0 | Cremonese | Stadio Alberto Picco\| Arbitro: \| Trezza (Verona) \| |
| Arbitro:                              | Trezza (Verona) |       |           |                                                       |

| Arbitro: | Pfiffner (Torino) |

|                       |           |              |
| Bianco 21’ Parodi 59’ | Marcatori | 76’ Castoldi |

| Arbitro: | Magrini (Venezia) |

|                    |           |                          |
| Moretti 86’ (rig.) | Marcatori | 28’ Valsecchi 76’ Ossola |